# ジェイロン・タイソン
ジェイロン・ラ・ローン・タイソン（Jaylon La Rone Tyson, 2002年12月2日 - ）は、アメリカ合衆国・テキサス州アレン出身のプロバスケットボール選手。NBAのクリーブランド・キャバリアーズに所属している。ポジションはスモールフォワードまたはシューティングガード。

## 生い立ち

### 高校時代
ジェイレン・タイソンは2002年12月2日に生まれ、テキサス州プレイノで育つ。プレイノにあるジョン・ポール2世高等学校に入学し、平均23.3得点、5.8リバウンド、2.1アシストを記録。3年生時には州のチャンピオンシップに進ませる大活躍を見せる。
翌年はチームを26勝2敗で州の準決勝まで進み、平均22.3得点・4.1アシスト・2.1スティールの成績で地区の最優秀選手・州の1stチームにも選出される。高校生のリクルート指標の一つであるライバルズドットコムで彼がいた2021年のクラスの34位にランクインされ、当初のテキサス工科大のオファーを撤回し、テキサス大への入学を決める。

### カレッジ
2021-22シーズン、テキサス大において彼は8試合に出場。平均6.9分で1.8得点の成績に終わる。 その後トランスファーポータルに登録し、高校時代にオファーを蹴ったテキサス工科大でのプレーが決まることとなった。
テキサス工科大ではチーム3番目の31試合に出場、10.7得点とBig 12では8位の6.1リバウンドを記録。 シーズン終了後、解雇・辞任することとなる当時のHCマーク・アダムスが差別主義のコメントを引用したことを理由に2度目のトランスファーポータル入り。カリフォルニア大学バークレー校に転籍することとなる。
2023年10月にNCAAは先述のトラブルがありウェイバー(レッドシャツ免除申請制度)利用に適していたにもかかわらず2度の移籍を理由にウェイバー利用を断った。11月9日に最終的にウェイバーは認められ、チームの先発となったタイソンは半数以上の試合でチーム最多の得点を記録するなど活躍する。

## プロキャリア

### クリーブランド・キャバリアーズ
2024年のNBAドラフトにて1巡目全体20位でクリーブランド・キャバリアーズから指名され、7月3日にキャバリアーズとの契約に合意した。

## 個人成績

### NBA

#### レギュラーシーズン
| シーズン | チーム | GP | GS | MPG | FG%  | 3P%  | FT%  | RPG | APG | SPG | BPG | PPG |
| -------- | ------ | -- | -- | --- | ---- | ---- | ---- | --- | --- | --- | --- | --- |
| 2024–25  | CLE    | 47 | 3  | 9.6 | .430 | .345 | .792 | 2.0 | .9  | .3  | .1  | 3.6 |
| 通算     | 通算   | 47 | 3  | 9.6 | .430 | .345 | .792 | 2.0 | .9  | .3  | .1  | 3.6 |

#### プレーオフ
| シーズン | チーム | GP | GS | MPG | FG%  | 3P%  | FT%  | RPG | APG | SPG | BPG | PPG |
| -------- | ------ | -- | -- | --- | ---- | ---- | ---- | --- | --- | --- | --- | --- |
| 2025     | CLE    | 4  | 0  | 7.8 | .467 | .556 | .833 | 1.8 | 1.8 | .5  | .3  | 6.0 |
| 通算     | 通算   | 4  | 0  | 7.8 | .467 | .556 | .833 | 1.8 | 1.8 | .5  | .3  | 6.0 |

### カレッジ
| シーズン | チーム         | GP | GS | MPG  | FG%  | 3P%  | FT%  | RPG | APG | SPG | BPG | PPG  |
| -------- | -------------- | -- | -- | ---- | ---- | ---- | ---- | --- | --- | --- | --- | ---- |
| 2021–22  | テキサス       | 8  | 0  | 6.9  | .400 | .000 | .667 | 1.1 | .4  | .5  | .3  | 1.8  |
| 2022–23  | テキサステック | 31 | 31 | 28.9 | .483 | .402 | .723 | 6.1 | 1.3 | 1.4 | .4  | 10.7 |
| 2023–24  | カリフォルニア | 31 | 30 | 34.3 | .465 | .360 | .796 | 6.8 | 3.5 | 1.2 | .5  | 19.6 |
| 通算     | 通算           | 70 | 61 | 28.7 | .470 | .372 | .776 | 5.8 | 2.2 | 1.2 | .4  | 13.6 |

## 家族
兄のベロンはサウスアラバマ大でフットボール・陸上を、弟のジョーディンはアリゾナ州立大学でフットボールチームのメンバーである。